# 上洞站 (全罗北道)
上洞站（：／ Sangdong yeok */?）曾为韩国铁路全罗线上的一个车站，位于全罗北道南原市周生面上洞里，已于1977年废止。

## 历史
- 1966年10月11日，落成使用[1]。
- 1977年3月1日，停止使用。